# 生物集群灭绝
生物集群灭绝是指在一个相对短暂的地质时段中，在一个以上并且较大的地理区域范围内，生物数量和种类急剧下降的事件。这个概念主要是指宏观生物，因为微生物的多样性和数量很难推测和测定。据科学家推测，自地球诞生以来，曾经出现过的生物已灭绝了超过98%。每次灭绝事件所灭绝生物的比率都有较大的差别。
生物集群滅绝要滿足四個條件：
1. 量值：达到具有实质意义的绝灭量值。
2. 广度：具有全球范围内的广度。
3. 幅度：涉及广泛的不同分类单元。
4. 时续：限于相对短暂的地质时隔。

造成生物集群灭绝的可能原因很多，如星体撞击地球、火山活动、气候变冷或变暖、海进或海退（海平面上升或下降）和缺氧等都曾有學者提出，但目前仍未有完全的定論。每次的大灭绝事件都能在相对短时期内造成80％－90％以上的物种灭绝。但是，少数生命力或逃逸能力强的物种能够忍受灾变造成的极端恶劣的环境，或逃离灾区至异地避难而留存下来。同时，灾变引起的环境变化也给新物种的诞生创造了条件和机遇。大灭绝期间幸存的和新生的物种在灭绝事件后开始复苏和发展，并进而开创生物演化的新篇章，因此每次全球性的灭绝事件后，都伴随着生物的复苏和发展。
科学家推测在太古宙与元古宙应该也有大灭绝事件，但那时以菌藻为主，缺乏化石记录。在显生宙，根据化石记录，地球上曾发生过至少20次明显的生物灭绝事件，其中有5次大規模的集群灭绝事件，即奥陶纪末期、泥盆纪末期、二叠纪末期、三叠纪末期和白垩纪末期的生物大规模绝灭。白堊紀-古近紀滅絕事件因恐龙的灭绝而受到广泛关注，不过二叠纪生物绝灭事件却是规模最大、涉及生物类群最多、影响最为深远的一次。

## 五次大滅絕事件
下列是五大生物集群滅絕事件，最早由大卫·劳普和傑克·塞科斯基1982年發佈的論文所认定。
1. 奧陶紀-志留紀滅絕事件：发生在奥陶纪晚期或奥陶纪与志留纪过渡时期，4.45亿年前至4.43亿年前，约27%的科与57%的属灭种。[4]从灭种的生物分类的属的数量，被评为五次大灭绝事件的第二位。直接原因是當時一颗极超新星释出的伽瑪射線暴摧毁了地球一半的臭氧层，使得太阳释出的紫外线袭击地球，导致地面及近海面的大量生物死亡，進而破坏食物链。
2. 泥盆紀後期滅絕事件：3.75亿年前至3.60亿年前，接近泥盆纪-石炭纪过渡时期。这次主要是海洋生物的灭绝，陆地生物受影响不显著。约19%的科、50%的属灭绝。[4]这次大灭绝事件持续了近2000万年，期间有多次灭绝高峰期。造礁生物消失，竹节石类、腕足动物的3个目、四射珊瑚10多个科灭亡，称凯勒瓦瑟尔事件（Kellwasser event），也称弗朗斯-法门事件。由于灭绝事件持续时间很长，其根源很难辨识。可能的生物学原因是在此前的泥盆纪陆生植物大量繁育，导致地球大气中氧含量的增加、二氧化碳的大幅减少，地球进入卡鲁冰河时期所致。陆生植物进化出发达的根系深入地表土之下数米，加速了陆地岩石土壤的风化，大量铁等元素释放进入地表水，造成了水系的富营养化大爆发，导致了海底缺氧事件。海洋表层繁盛的有机物的沉降，使得全球碳循环中大气层的二氧化碳大量进入海底沉积层，也加强了地球冷化。泥盆纪也是陆地上生成大煤田的时期，这也加剧了二氧化碳固化入岩石圈。
3. 二疊紀-三疊紀滅絕事件：发生在2.5亿年前的二叠纪-三叠纪过渡时期。这是已知的地质历史上最大规模的物种灭绝事件。许多动物门类整个目或亚目在此次灭绝事件中全部灭亡。曾普遍分布的舌羊齿植物群几乎全部绝灭。早古生代繁盛的三叶虫全部消失。䗴類原有40多个属，该世结束时完全消失。菊石有10个科绝灭；腕足类之前有140个属，在该事件后所剩无几。总共约57%的科、83%的属[4]（53%的海洋生物的科、84%的海洋生物的属、大约96%的海洋生物的种），估计有70%的陆地生物包括昆虫的物种灭绝了。[5]对于植物的影响较不明确，但新植物类群在此次灭绝后开始占优势。[6]全世界几乎没有三叠纪早期形成的煤田。这次大灭绝事件的可能成因包括西伯利亚大规模玄武岩喷发造成的附近浅海区可燃冰融化大量释放温室气体甲烷，盘古大陆形成后改变了地球环流与洋流系统等等。
4. 三疊紀-侏羅紀滅絕事件：2.0亿年前的三叠纪-侏罗纪过渡时期。约23%的科与48%的属（20%的海生生物科別與55%的海生生物屬別）共 70-75% 的生物灭绝[4]。包括當時大多數非恐龍的主龍類、大多數的獸孔目以及幾乎所有大型兩棲類，其原因尚无定论。這次大滅絕事件使得恐龍失去了許多陸地上的競爭者，而非恐龍的主龍類與雙孔亞綱則繼續主宰海洋。离片椎目的大部分物種雖然都滅絕了，但有一支（酷拉龍）一直在澳洲存活到白堊紀後才滅絕。
5. 白堊紀-古近紀滅絕事件（缩写为K—Pg灭绝或K—Pg事件），俗稱“恐龍大滅絕”：6千6百万年前[7]，约17%的科、50%的属[4]灭绝。虽然其灭绝程度在地球的五次大灭绝中只能排到第四，但由于完全毁灭了非鸟恐龙而异常令人所熟知；其成因一般认为是墨西哥的陨石撞击。（参见希克苏鲁伯陨石坑）

## 全新世滅絕事件
全新世滅絕事件，是於現今的全新世所發生廣泛及持續的滅絕或生物集群滅絕事件。涉及的滅絕集群包括了植物及動物的科，如哺乳動物、鳥類、兩棲類、爬行動物及節肢動物，大部份滅絕都是在雨林內發生。於1500年至2006年，世界自然保護聯盟就列出了784個已滅絕物種。不過，有很多實際滅絕的物種都沒有紀錄，一些科學家估計於20世紀，就已有200萬個物種實際滅絕。根據物種面積曲線估計，每年就有達14萬個物種滅絕。
現今物種滅絕的速度估計是地球演化年代平均滅絕速度的100倍。巨型動物群的滅絕一直持續至21世紀。現代的滅絕事件基本上是人類直接造成的影響。
廣義來說，全新世滅絕事件亦可包括發生在更新世-全新世之間的第四紀滅絕事件（或稱冰河時期滅絕事件）。自一萬年前，人類發展及散佈開始後造成巨型動物群消失。是次滅絕事件並非源自氣候的轉變或人類人口過多。不過全新世滅絕事件則延伸至現今的21世紀。
生物多样性和生态系统服务政府间科学政策平台在2019年进行的全球生物多样性评估认为，目前估计800万物种中有100万物种面临灭绝的威胁 。

## 其它灭绝事件
上述五大灭绝事件以及全新世滅絕事件之外，还有以下规模稍小的灭绝事件：
| 地质时期   | 地质时期起始时间 | 生物灭绝事件            | 灭绝发生时间                   | 原因 |
| ---------- | ---------------- | ----------------------- | ------------------------------ | --- |
| 更新世     | 258.8万年前      | 第四纪灭绝事件          | 64万、7.4万，以及1.3万年前     | 新仙女木事件？（1.3万年前）印尼蘇門答臘島的托巴火山爆發？（7.4万年前） 黃石火山爆發？（64万年前） 人类過度捕殺？ 气候改变？ |
| 上新世     | 530万年前        | 上新世-更新世灭绝事件   | 260万年前                      | 天蝎-半人马星协（OB星协）超新星爆发                                                                                         |
| 中新世     | 2300万年前       | 中新世灭绝事件          | 1450万年前                     | 氣候變遷、板塊漂移、东非裂谷抬升與隕石撞擊事件等                                                                            |
|            |                  | 始新世-渐新世大置换事件 | 3390万年前                     | 火山爆发？切萨皮克湾和波皮盖陨石坑小行星影响？                                                                              |
| 古近纪     | 6600万年前       | 古新世－始新世极热事件  | 5550万年前                     | |
| 白垩纪     |                  | 森诺曼期-土仑期灭绝事件 | 9400万、9300万，以及9150万年前 | 海洋含氧量降低？加勒比大火成岩省火山爆發？                                                                                  |
| 白垩纪     | 1.45亿年前       | 阿普第阶灭绝事件        | 1.17亿年前                     | 印度西孟加拉邦的拉杰默哈尔火山爆發？                                                                                        |
|            |                  | 侏罗纪末期灭绝事件      | 1.455亿年前                    | 大塔穆火山爆發？南非摩洛袞隕石坑？                                                                                          |
| 侏罗纪     | 2.013亿年前      | 托阿尔阶灭绝事件        | 1.83亿年前                     | 卡鲁-费拉火山爆發？ |
| 三叠纪     | 2.519亿年前      | 卡尼期洪积事件          | 2.34亿年前                     | 兰格利亚溢流玄武岩事件？ |
| 二叠纪     | 2.989亿年前      | 瓜德鲁普世末期灭绝事件  | 2.60亿年前                     | 峨嵋山暗色岩 |
| 石炭纪     | 3.589亿年前      | 石炭纪雨林崩溃事件      | 3.06亿年前                     | 气候变化，西澳大利亞兀里隕石坑？                                                                                            |
|            |                  | 罕根堡事件              |                                | |
| 泥盆纪     |                  | 凯尔瓦塞事件            |                                | |
|            |                  | 劳阶灭绝事件            | 4.24亿年前                     | |
|            |                  | 穆德灭绝事件            | 4.27亿年前                     | 全球海平面下降？ |
| 志留纪     | 4.434亿年前      | 艾尔维肯灭绝事件        | 4.33亿年前                     | 深海缺氧？ |
|            |                  | 寒武纪-奥陶纪灭绝事件   | 4.85亿年前                     | 冰川期？海洋含氧量降低？ |
| 寒武纪     |                  | 德雷斯巴奇阶灭绝事件    | 5.02亿年前                     | |
| 寒武纪     | 5.42亿年前       | 波托米阶末期灭绝事件    | 5.17亿年前                     | |
| 埃迪卡拉纪 | 6.35亿年前       | 埃迪卡拉纪末期灭绝事件  | 5.42亿年前                     | 海洋缺氧？成冰纪出现的雪球地球事件？                                                                                        |

## 在演化上的重要性
生物灭绝事件时常加快地球生命的演化，因为灭绝事件时常使原本生态环境中占優勢的生物急剧衰落甚至绝灭，从而为新的生物的发展提供了更大的空间。在一个生态系统中，新的優勢种往往因此取代舊優勢物种，而不是由于性状更优。如近年來研究認為，寒武紀大爆發跟埃迪卡拉紀末期滅絕事件有關。
例如，哺乳形類與哺乳動物在恐龍占優勢的中生代時期即已存在，但是無法與恐龍競爭大型脊椎動物的生態區位。白堊紀－第三紀滅絕事件消滅了非鳥類恐龍，使哺乳動物能夠進入大型脊椎動物的生態區位。恐龍亦是大滅絕的受益者，因為三疊紀-侏羅紀滅絕事件消滅其最主要的競爭者伪鳄类。
另一種觀點是提升假說，它預測在有較多物種競爭之生態區位的生物較不易在大滅絕中倖存。這是因為在大滅絕時的劇烈變化，將使原本一些能夠讓該物種維持一定穩定數量的性狀，在競爭物種數量急遽減少時反而變成負擔，進而加速其滅亡。
再者，許多在大滅絕中倖存的物種並未恢復原先的數量與多樣性，甚至有數量長期下降的趨勢（有時被稱作「越過死亡線的物種」）。因此， 若以“哪些物種倖存或滅亡”的方式來分析某次大滅絕的話，往往會失於偏頗。
然而，達爾文卻堅持，物種間的競爭，例如對食物或生存空間的競爭，在演化上相較於外在環境的變化來得重要。他在《物種源始》一書中表示：
“物種是由緩慢起作用的原因產生和消滅的……有機變化的所有原因中最重要的是幾乎不依賴於改變的物理條件，即生物體與生物體的相互關係——一種生物體的改善需要改善或消滅他人。”

## 週期性
部分學者認為，滅絕事件的發生具有週期性，大約是每2600萬至3000萬年之間，或者大約每6200萬年就有一些波動變化。對於此種週期性有許多不同的解釋，例如太陽可能存在著一顆未知的伴星（涅墨西斯星），太陽系在垂直銀河系盤面方向的震盪運行，或者穿越銀河系的旋臂。
亦有學者認為，海中的滅絕事件並未符合週期性的假設，或者是該生態系逐漸達到了一個特定的臨界點，使大滅絕的發生變得不可避免。此外，週期性假說當中許多假設的相關性受到質疑。但支持者則宣稱各種紀錄中皆有強烈證據顯示大滅絕的發生具有週期性，且非生物性的地質化學資料亦有與其一致的週期性。

## 流行文化
- 在電玩遊戲伊蘇VIII -丹娜的隕涕日-中，設定為肇始巨樹引發隕涕日滅絕生物以促進演化，其中的五次隕涕日分別對應五次大滅絕事件。